# La Guardia de Jaén

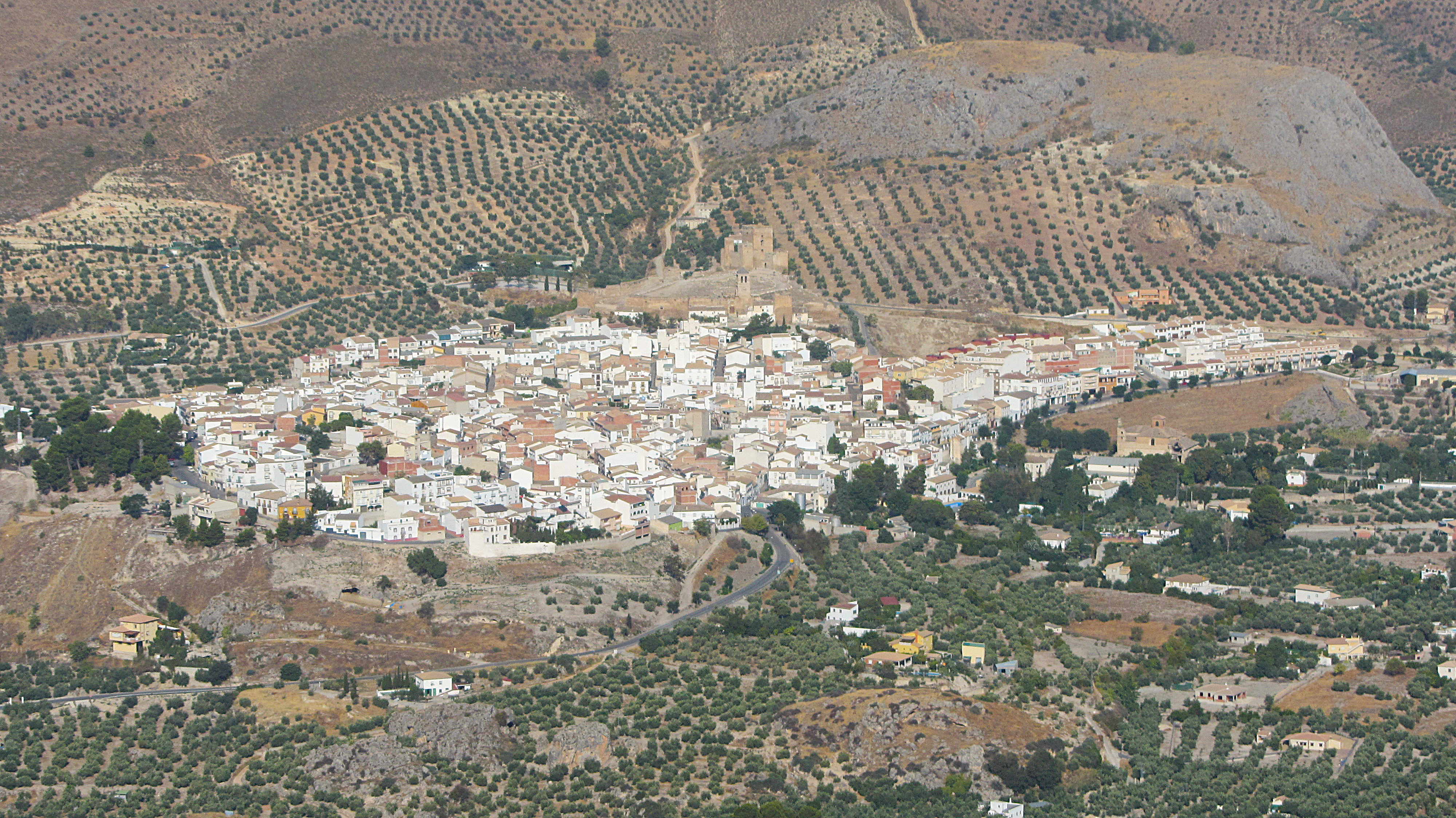
Panoramic.

La Guardia de Jaén is een gemeente in de Spaanse provincie Jaén in de regio Andalusië met een oppervlakte van 38 km². In 2006 telde La Guardia de Jaén 3301 inwoners.